# Cavalleria rusticana (film 1953)
Cavalleria rusticana è un film del 1953 diretto da Carmine Gallone.

## Trama
Anche se ambientata in un periodo diverso, la storia segue la trama della novella di Verga: Turiddu, dopo aver svolto il servizio militare, torna al paese dove ritrova Lola, la donna con la quale si era ripromesso si sposarsi. Lola è sposata ad Alfio, un carrettiere di un paese vicino.
Nonostante la giovane Santuzza gli dimostri il suo amore, Turiddu non vuole rinunciare a Lola ma questo porterà ad una fatale conseguenza.